# Caso Herrera Ulloa vs. Costa Rica
El caso Herrera Ulloa vs. Costa Rica es una sentencia de la Corte Interamericana de Derechos Humanos del 2 de julio de 2004 sobre la responsabilidad internacional de Costa Rica por la imposición de una condena por difamación en perjuicio de Mauricio Herrera Ulloa, un periodista que había publicado varios artículos reproduciendo la información de algunos periódicos europeos sobre presuntas actuaciones ilícitas de un diplomático de Costa Rica, y la falta de un recurso adecuado y efectivo para cuestionar dicha medida. El Estado condenó al periodista por cuatro cargos de difamación. La Corte Interamericana entendió que la condena era desproporcionada y que vulneraba el derecho a la libertad de expresión, y requirió, entre otros puntos, la anulación de los procedimientos criminales contra el comunicador.

## Hechos
Los hechos del presente caso se refieren a Mauricio Herrera Ulloa, un periodista que trabajaba en el periódico La Nación, y a Fernán Vargas Rohrmoser, quien era el presidente de la Junta Directiva y representante legal de La Nación. Los días 19, 20 y 21 de mayo de 1995, el periódico publicó un grupo de artículos en los cuales Mauricio Herrera Ulloa vinculaba a Félix Przedborski, entonces delegado de Costa Rica ante la Organización Internacional de Energía Atómica, con diversas conductas ilícitas. El 25 de mayo de 1995 Félix Przedborski publicó en el periódico un artículo en el cual daba su versión de los hechos. Przedborski interpuso dos querellas contra el periodista por los delitos de difamación, calumnias y publicación de ofensas, a raíz de la publicación de los artículos mencionados. Asimismo, ejerció una acción civil resarcitoria contra el Herrera Ulloa y contra el periódico La Nación. El 29 de mayo de 1998 se emitió una sentencia que absolvió a Herrera Ulloa por ausencia del dolo requerido para la configuración de los tipos penales de los delitos. El abogado de Przedborski interpuso un recurso de casación. El 7 de mayo de 1999 la Sala Tercera de la Corte Suprema de Justicia de Costa Rica anuló la sentencia casada. El 12 de noviembre de 1999 se emitió una sentencia condenatoria en contra de Herrera Ulloa. Asimismo, se condenó a La Nación como medio informativo en el que se publicaron los artículos difamantes, en carácter de responsable civil solidario. El 3 de diciembre de 1999 el defensor del querellado y apoderado del periódico La Nación, interpuso un recurso de casación contra la sentencia condenatoria. De la misma forma Herrera Ulloa interpuso otro recurso de casación. Ambos fueron declarados sin lugar el 24 de enero de 2001.

## Procedimiento
La petición ante la Comisión Interamericana de Derechos Humanos fue presentada el 1 de marzo de 2001, el informe de admisibilidad fue publicado el 3 de diciembre de 2001 y su informe de fondo fue publicado el 10 de octubre de 2002. La Comisión solicitó a la Corte Interamericana que declare la responsabilidad internacional del Estado de Costa Rica  por la presunta violación del artículo 13 de la  Convención Americana, en relación con los artículos 1.1 y 2  del mismo instrumento, en perjuicio en perjuicio de los señores Mauricio Herrera Ulloa y Fernán Vargas Rohrmoser. Los representantes coincidieron, en general, con las violaciones alegadas por la Comisión Interamericana. Adicionalmente alegaron la violación de los artículos 8  y 25 de la Convención Americana. El caso fue remitido a la Corte 28 de enero de 2003.

## Reparaciones
La Corte dispone que,

- La Sentencia de Excepciones Preliminares, Fondo, Reparaciones y Costas constituye per se una forma de reparación. 
- Que el Estado debe dejar sin efecto, en todos sus extremos, la sentencia emitida el 12 de noviembre de 1999 por el Tribunal Penal del Primer Circuito Judicial de San José.
- Que dentro de un plazo razonable, el Estado debe adecuar su ordenamiento jurídico interno a lo establecido en el artículo 8.2.h de la Convención Americana sobre Derechos Humanos, en relación con el artículo 2 de la misma.
- Que el Estado debe pagar al señor Mauricio Herrera Ulloa, por concepto de reparación del daño inmaterial, la cantidad de US$ 20.000,00 (veinte mil dólares de los Estados Unidos de América) o su equivalente en moneda costarricense.
- Que el Estado debe pagar al señor Mauricio Herrera Ulloa, por concepto de gastos para solventar su defensa legal ante el sistema interamericano de protección de los derechos humanos, la cantidad de US$ 10.000,00 (diez mil dólares de los Estados Unidos de América) o su equivalente en moneda costarricense.
- Que ninguno de los rubros mencionados en los puntos resolutivos 6 y 7 de la Sentencia de Excepciones Preliminares, Fondo, Reparaciones y Costas podrán ser objeto de impuesto o tasa actualmente existente o que pudiera decretarse en el futuro.
- Que en caso de que el Estado incurriese en mora, deberá pagar un interés sobre la cantidad adeudada que corresponderá al interés bancario moratorio en Costa Rica.
- Que las obligaciones del Estado en el marco de las medidas provisionales ordenadas quedan reemplazadas por las que se ordenan en la Sentencia de Excepciones Preliminares, Fondo, Reparaciones y Costas, a partir de la fecha de notificación de esta última.
- Que el Estado deberá cumplir las medidas de reparación y de reembolso de gastos dispuestas en los puntos resolutivos 4, 6 y 7 de la Sentencia de Excepciones Preliminares, Fondo, Reparaciones y Costas, dentro del plazo de seis meses contados a partir de la notificación de ésta.
- Que dentro del plazo de seis meses contados a partir de la notificación de la Sentencia de Excepciones Preliminares, Fondo, Reparaciones y Costas, el Estado deberá rendir a la Corte un informe sobre las medidas tomadas para darle cumplimiento.

- Que la Corte supervisará el cumplimiento de la Sentencia de Excepciones Preliminares, Fondo, Reparaciones y Costas y dará por concluido el presente caso una vez que el Estado haya dado cabal aplicación a lo dispuesto en la misma.

## Impacto
Antes del caso Herrera Ulloa, existía la práctica en los tribunales penales costarricenses en la que los jueces podían resolver varias veces sobre el mismo caso. Por ejemplo, en dicho caso, los magistrados de la Sala Tercera resolvieron primero anular el fallo absolutorio y posteriormente confirmaron la sentencia condenatoria. La Corte Interamericana consideró que esta práctica viola el derecho a ser juzgado por jueces imparciales contenido en el artículo 8.1 de la Convención Interamericana de Derechos Humanos, garantía fundamental del debido proceso.
En el caso Herrera Ulloa se establecieron y reafirmaron importantes estándares referentes a la libertad de expresión, tales como el estándar democrático, la dimensión individual y social de la libertad de expresión, el rol de los medios de comunicación en una sociedad democrática y el mayor escrutinio público a que están sometidos los funcionarios públicos. En el párrafo 110 de la sentencia condenatoria contra Costa Rica, la Corte Interamericana dispuso «que la libertad de expresión es un medio para el intercambio de ideas e informaciones entre las personas; comprende su derecho a tratar de comunicar a otras sus puntos de vista, pero implica también el derecho de todos a conocer opiniones, relatos y noticias vertidas por terceros. Para el ciudadano común tiene tanta importancia el conocimiento de la opinión ajena o de la información de que disponen otros como el derecho a difundir la propia».